# Волжское пароходство
Волжское пароходство — одна из крупнейших российских судоходных компаний в сфере речных и «река-море» грузовых перевозок. Штаб-квартира компании расположена в Нижнем Новгороде.

## История
Компания была основана в 1843 году, как Общество пароходства по Волге и, по собственным данным, является старейшим пароходством в России.
Январь 1923 года — создание Волжского государственного речного пароходства (Волжское госпароходство, ВГРП, Волжское управление речного транспорта, ВУРТ) на основе Волжского областного управления водного транспорта (район деятельности — река Волга и её притоки). Состояло из трех управлений флотами (пассажирский, буксиро-сухогрузный и нефтеналивной) и пяти речных управлений: Камское, Бельское, Вятское, Окское и Астраханское. С 1931 года создано Уральское районное управление, которое в том же году выделили вместе с Окским и Камским в самостоятельные пароходства.
В апреле 1948 года было создано Волжское грузо-пассажирское пароходство (ВГПРП) на базе флота и берегового хозяйства Верхне-Волжского, Средне-Волжского и Нижне-Волжского пароходств (которые были выделены, в свою очередь, в 1934 году из Волжского государственного речного пароходства).
23 декабря 1954 года было создано крупнейшее речное транспортное предприятие СССР — Волжское объединённое речное пароходство (ВОРП), которое объединило Волжское грузо-пассажирское пароходство (г. Горький) и Волжское грузовое пароходство (г. Куйбышев) с общим центром в Горьком. К 1958 году пароходство получило 34 трёхпалубных теплохода проекта 588. С 1959 года с верфи ЧССР в г. Комарно поступило 14 судов проекта 26-37, с верфи из Венгрии — двухпалубные теплоходы «Ангара» и другие теплоходы проекта 305. В 1970-е годы пассажирский флот пополнился судами повышенной комфортабельности «Максим Горький», «Александр Пушкин» и «Лев Толстой» австрийской верфи Österreichische Schiffswerften AG; «Советская Россия» и другие восточногерманской верфи Эльбеверфт Бойценбург, «Валериан Куйбышев» и другие комарнинской верфи ЧССР. В конце 1980-х годов пассажирские перевозки пароходства достигли показателя 50 млн пассажиров ежегодно. В начале 1990-х годов пассажирский флот ВОРП насчитывал около 80 пассажирских судов, в том числе 24 четырёхпалубных лайнера повышенной комфортабельности и более 150 судов на подводных крыльях.
В марте 1999 года пароходство прошло процедуру акционирования и было переименовано в АО «Судоходная компания „Волжское пароходство“».
C 1999 по 2011 годы в состав Волжского пароходства входило дочернее предприятие — компания речного туризма «Волга-Флот-Тур».
С 2000 года началось планомерное обновление грузового флота Волжского пароходства и диверсификация грузопотоков. В 2000 году при участии Волжского пароходства для перевозок нефтеналивных грузов создана судоходная компания «В. Ф. Танкер». В период 2002—2008 годов совместно с Северо-Западным пароходством реализована программа строительства 12 сухогрузов смешанного «река-море» плавания типа «Русич». В 2010 году построено 10 речных большегрузных судов проекта RSD44. В период с 2011—2013 годов выполнена программа строительства нефтеналивного флота смешанного «река-море» плавания: построено 8 танкеров проекта 19614 и 22 танкера проекта RST27.
В 2018 году к Волжскому пароходству присоединилась судоходная компания «В. Ф. Танкер».
В 2020 году в состав АО «Волга-флот» вошло ПАО «Северо-Западное пароходство».
Масштабная реорганизация обеспечила развитие судоходного бизнеса на базе единой стратегии, консолидации лучших компетенций в области коммерческого, эксплуатационного, технического, кадрового менеджмента, безопасности судоходства и финансовых ресурсов.
В ноябре 2023 года было учреждено дочернее предприятие «Волга-Флота» ООО «Цифрофлот», отвечающее за ИT-развитие и цифровизацию. В состав «Цифрофлота» вошли подразделения по развитию и сопровождению ИT-бизнес-систем, ИT-архитектуре, ИT-инфраструктуре, цифровой разработке, управлению данными и информационной безопасности, а также проектный офис ИT.

## Собственники и руководство
В 2011 году принадлежащий государству пакет акций Волжского пароходства был приватизирован. Акции компании торгуются в режиме индикативных торгов на площадке RTS Board. Генеральный директор — Павел Аркадьевич Виноградов.

## Деятельность
Волжское пароходство входит в число крупнейших судоходных компаний России в сегменте речных и «река-море» грузовых перевозок. В управлении пароходства находятся более 230 единиц флота суммарным дедвейтом более 1 млн тонн. География перевозок охватывает как внутренние водные пути России (регионы Северо-Западного, Центрального, Волжского, Азово-Донского, Камского, Бельского бассейнов с выходом в прибрежные воды Балтийского, Чёрного, Каспийского морей), так и международные маршруты (морские порты Европы, Ближнего Востока, Северной Африки, Каспия).
Ежегодный объём перевозимых навалочных, генеральных и проектных грузов — свыше 15 млн тонн.
Компания является крупным акционером комплекса российских предприятий, обеспечивающих судоремонт, модернизацию и постройку среднетоннажных судов: АО «Борремфлот», АО «Судоремонтный завод „Память Парижской Коммуны“», АО «Вознесенская ремонтно-эксплуатационная база флота». Дочерняя компания Волжского пароходства ООО «Волго-Балтик Логистик» специализируется на мультимодальных перевозках генеральных и проектных грузов.

## Флот
В настоящее время в состав флота Волжского пароходства входят порядка 230 грузовых судов суммарным дедвейтом более одного миллиона тонн.
Основные виды перевозимых грузов
- Навалочные и генеральные грузы: минеральные и химические удобрения, зерновые, лес, соль, стройматериалы (щебень, гравий, песчано-гравийная смесь), уголь, металл и металлопродукция, сера, промышленное и химическое сырьё.
- Проектные и крупногабаритные грузы: оборудование (для добычи атомной энергетики, тепловой энергетики, ветроэнергетики, предприятий машиностроения, судостроения, металлургии, инфраструктурных объектов) и плавучие крупногабаритные объекты.

## Санкции
После российского вторжения на Украину, Волжское пароходство было включено в санкционные списки Украины и Великобритании так как «компания осуществляет деятельность в отраслях, имеющих стратегическое значение для Правительства России» .
20 мая 2025 года компания включена в санкционный список стран Евросоюза:

Она осуществляет управление судами, перевозящими нефть и  нефтепродукты морским транспортом, в том числе на экспорт. Энергетический сектор, особенно нефтяной, приносит значительные доходы правительству РФ. Таким образом, «Волжское пароходство» является предприятием, вовлечённым в экономический сектор, обеспечивающий существенный источник дохода для Правительства РФ, которое несёт ответственность за аннексию Крыма и дестабилизацию Украины.— «Официальный журнал Европейского союза», Брюссель, 20 мая 2025 года